# 박제빈
박제빈(朴齊斌, 1858년 ~ 1921년)은 조선의 관료이며 일제강점기에 조선귀족 작위를 받았다. 본관은 반남이다.

## 생애
한성부 출신으로 1874년 과거에 급제하여 승정원과 홍문관, 사헌부 등에서 주로 언관 벼슬을 맡아 보았다. 1891년에는 사간원의 수장인 대사간에 임명되었다.
1907년 승녕부의 부총관에 임명되었고 친일 활동에 적극 나섰다. 1909년 안중근에 의해 이토 히로부미가 사살되었을 때 민병석, 김윤식 등과 함께 장례식에 참가하여 조문한 것이 한 예이다.
1910년 한일 병합 조약 체결후 일본 정부로부터 남작 작위를 받았고, 조선총독부 중추원의 찬의로도 임명되었다. 1911년에는 경학원 부제학에 임명되었으며, 친일 단체인 대정실업친목회에도 가담했다.
2002년 민족정기를 세우는 국회의원모임이 발표한 친일파 708인 명단과 2008년 발표된 민족문제연구소의 친일인명사전 수록예정자 명단에 모두 선정되었다. 2007년 대한민국 친일반민족행위진상규명위원회가 발표한 친일반민족행위 195인 명단에도 들어 있다.
박제빈의 작위는 박서양에게 습작되었는데, 박서양의 양자인 박승방이 습작을 거부하고 독립 운동에 나서 광복 당시에는 습작 받은 후손이 없었다.

## 가족 관계
- 증조부 : 박남원(朴南源)
  - 조부 : 박종준(朴宗準)
    - 부 : 박화수(朴禾壽)
    - 아들 : 박서양(朴敍陽)

## 같이 보기
- 경학원
- 대정실업친목회
- 박서양

## 참고자료
- 친일반민족행위진상규명위원회 (2007년 12월). 〈박제빈〉 (PDF). 《2007년도 조사보고서 II - 친일반민족행위결정이유서》. 서울. 216~234쪽쪽. 발간등록번호 11-1560010-0000002-10. [깨진 링크(과거 내용 찾기)]